# Јорк (Алабама)
Јорк (енгл. York) град је у америчкој савезној држави Алабама. По попису становништва из 2010. у њему је живело 2.538 становника.

## Демографија
Према попису становништва из 2010. у граду је живело 2.538 становника, што је 316 становника мање него 2000. године.
| Група             | 2000.         | 2010.         |
| Белци             | 588 (20,6%)   | 337 (13,3%)   |
| Афроамериканци    | 2.235 (78,3%) | 2.173 (85,6%) |
| Азијати           | 2 (0,1%)      | 1 (0,0%)      |
| Хиспаноамериканци | 31 (1,1%)     | 26 (1,0%)     |
| Укупно            | 2.854         | 2.538         |